# Mbam-et-Kim
Mbam-et-Kim ist ein Département der Region Centre in Kamerun. Es hat eine Fläche von 25.906 km² und nach der Volkszählung von 2005 lebten dort 105.511 Einwohner. Die Hauptstadt ist Ntui.

## Politische Gliederung
Das Département ist in 5 Arrondissements, aufgeteilt:
- Mbangassina
- Ngambè-Tikar
- Ngoro
- Ntui
- Yoko